# Unmöglichkeit (ABGB)
Von Unmöglichkeit spricht man im österreichischen Schuldrecht, wenn der Schuldner eine Leistung aus tatsächlichen und/oder aus rechtlichen Gründen nicht erbringen kann. Nach dem Rechtsgrundsatz impossibilium nulla est obligatio erlischt mit der Unmöglichkeit auch die Verpflichtung zur Leistung. Das österreichische Recht unterscheidet noch zwischen anfänglicher und nachträglicher Unmöglichkeit. Gemäß §§ 878 ff. ABGB sind auf eine anfänglich unmögliche Leistung gerichtete Verträge nichtig.

## Fälle der nachträglichen Unmöglichkeit
In Fällen der nachträglichen Unmöglichkeit tritt ein dauerhaftes Leistungshindernis zwischen Vertragsabschluss und -erfüllung ein:
- die zu leistende Sache gerät unverschuldet aus der Gewahrsame des Schuldners, z. B. durch Diebstahl
- Leistungserbringung wird tatsächlich unmöglich
- ein nachträgliches gesetzliches Verbot wird erlassen
- überwiegend wird angenommen, auch die Unzumutbarkeit führe zur Unmöglichkeit
- umstritten ist, ob auch die Unerschwinglichkeit der Leistung zu erfassen ist

Die Unmöglichkeit tritt im Regelfall nur bei einer Speziesschuld ein, da die Gattung nicht untergeht (genus non perit). Bei einer Gattungsschuld kann Konzentration eintreten, grundsätzlich im Zeitpunkt der bedungenen Übergabe. In Abgrenzung zum Verzug muss das Leistungshindernis auch dauernd sein.

## Verschulden
Liegt das Verschulden beim Schuldner oder tritt die Unmöglichkeit während des Schuldnerverzugs zufällig ein, so hat der Gläubiger nach den §§ 920 f. ABGB ein Wahlrecht zwischen dem Differenzanspruch (Rücktritt ohne Nachfristsetzung und Ersatz des Erfüllungsinteresse, also der Differenz zwischen untergegangener Leistung und Gegenleistung) und dem Austauschanspruch (der Gläubiger erbringt die eigene Leistung und erhält Wertersatz für die untergegangene Leistung).
Verschuldet der Gläubiger den Untergang oder tritt dieses während des Annahmeverzugs zufällig ein, so muss er seine Leistung weiterhin erbringen, ohne Anspruch auf die Gegenleistung zu haben.
Beruht die Unmöglichkeit auf bloßem Zufall, so erlöschen die Leistungspflichten gemäß § 1447 ABGB. Eventuell ist das stellvertretende commodum gegen Erbringung der vereinbarten Gegenleistung herauszugeben.